# Olympische Sommerspiele 2008/Rudern – Doppelzweier (Männer)
Der Ruderwettbewerb im Doppelzweier der Männer bei den Olympischen Spielen 2008 in Peking wurde vom 9. bis zum 17. August 2008 auf dem Olympischen Ruder- und Kanupark Shunyi ausgetragen. 30 Athleten in 15 Booten traten an.
Die Ruderregatta, die über 2000 Meter ausgetragen wurde, begann mit drei Vorläufen. Die ersten drei Boote zogen ins Halbfinale ein, die restlichen starteten im Hoffnungslauf. Hier konnten sich die ersten drei Boote für das Halbfinale qualifizieren. Die übrigen Boote gingen in das C-Finale.
In den beiden Halbfinals kamen die ersten drei Boote ins A-Finale, die restlichen ins B-Finale zur Ermittlung der Plätze 7 bis 12.
Die jeweils qualifizierten Boote sind hellgrün unterlegt.

## Titelträger
| Olympiasieger | Frankreich Besatzung: Sébastien Vieilledent, Adrien Hardy | Athen 2004   |
| Weltmeister   | Slowenien Besatzung: Luka Špik, Iztok Čop                 | München 2007 |

## Vorläufe
9. August 2008

### Vorlauf 1
| Platz | Nation             | Athleten                                     | Zeit (min) |
| ----- | ------------------ | -------------------------------------------- | ---------- |
| 1     | Neuseeland         | Rob Waddell, Nathan Cohen                    | 6:24,32    |
| 2     | Belarus            | Dsjanis Mihal, Stanislau Schtscharbatschenja | 6:27,18    |
| 3     | Deutschland        | Clemens Wenzel, Karsten Brodowski            | 6:29,60    |
| 4     | Belgien            | Bart Poelvoorde, Christophe Raes             | 6:31,84    |
| 5     | Vereinigte Staaten | Wes Piermarini, Elliot Hovey                 | 6:39,37    |

### Vorlauf 2
| Platz | Nation         | Athleten                          | Zeit (min) |
| ----- | -------------- | --------------------------------- | ---------- |
| 1     | Großbritannien | Matthew Wells, Stephen Rowbotham  | 6:26,33    |
| 2     | Kroatien       | Ante Kušurin, Mario Vekić         | 6:27,38    |
| 3     | Estland        | Tõnu Endrekson, Jüri Jaanson      | 6:27,95    |
| 4     | Russland       | Alexander Kornilow, Alexei Swirin | 6:44,46    |
| 5     | Irak           | Haidar Nozad, Hamzah Jebur        | 7:00,46    |

### Vorlauf 3
| Platz | Nation     | Athleten                            | Zeit (min) |
| ----- | ---------- | ----------------------------------- | ---------- |
| 1     | Australien | David Crawshay, Scott Brennan       | 6:21,39    |
| 2     | Frankreich | Jean-Baptiste Macquet, Adrien Hardy | 6:21,92    |
| 3     | Slowenien  | Luka Špik, Iztok Čop                | 6:39,49    |
| 4     | Bulgarien  | Martin Yanakiev, Iwo Janakiew       | 6:45,03    |
|       | China      | Su Hui, Zhang Liang                 | DSQ        |

## Hoffnungslauf
11. August 2008
| Platz | Nation             | Athleten                          | Zeit (min) |
| ----- | ------------------ | --------------------------------- | ---------- |
| 1     | Russland           | Alexander Kornilow, Alexei Swirin | 6:23,52    |
| 2     | Belgien            | Bart Poelvoorde, Christophe Raes  | 6:24,01    |
| 3     | Bulgarien          | Martin Yanakiev, Iwo Janakiew     | 6:24,70    |
| 4     | Vereinigte Staaten | Wes Piermarini, Elliot Hovey      | 6:26,05    |
| 5     | Irak               | Haidar Nozad, Hamzah Jebur        | 6:52,71    |

## Halbfinale
13. August 2008

### Lauf 1
| Platz | Nation      | Athleten                          | Zeit (min) |
| ----- | ----------- | --------------------------------- | ---------- |
| 1     | Australien  | David Crawshay, Scott Brennan     | 6:21,50    |
| 2     | Slowenien   | Luka Špik, Iztok Čop              | 6:23,81    |
| 3     | Neuseeland  | Rob Waddell, Nathan Cohen         | 6:24,16    |
| 4     | Kroatien    | Ante Kušurin, Mario Vekić         | 6:24,89    |
| 5     | Belgien     | Bart Poelvoorde, Christophe Raes  | 6:26,91    |
| 6     | Deutschland | Clemens Wenzel, Karsten Brodowski | 6:28,46    |

### Lauf 2
| Platz | Nation         | Athleten                                     | Zeit (min) |
| ----- | -------------- | -------------------------------------------- | ---------- |
| 1     | Frankreich     | Jean-Baptiste Macquet, Adrien Hardy          | 6:18,86    |
| 2     | Estland        | Tõnu Endrekson, Jüri Jaanson                 | 6:21,11    |
| 3     | Großbritannien | Matthew Wells, Stephen Rowbotham             | 6:21,15    |
| 4     | Bulgarien      | Martin Yanakiev, Iwo Janakiew                | 6:26,62    |
| 5     | Russland       | Alexander Kornilow, Alexei Swirin            | 6:27,75    |
| 6     | Belarus        | Dsjanis Mihal, Stanislau Schtscharbatschenja | 6:32,76    |

## Finale

### Finale C
13. August 2008, 17:30 Uhr MESZ

Anmerkung: zur Ermittlung der Plätze 13 bis 14
| Platz | Nation             | Athleten                     | Zeit (min) |
| ----- | ------------------ | ---------------------------- | ---------- |
| 13    | Vereinigte Staaten | Wes Piermarini, Elliot Hovey | 6:33,15    |
| 14    | Irak               | Haidar Nozad, Hamzah Jebur   | 6:52,02    |

### B-Finale
15. August 2008, 17:40 Uhr MESZ

Anmerkung: zur Ermittlung der Plätze 7 bis 12
| Platz | Nation      | Athleten                                     | Zeit (min) |
| ----- | ----------- | -------------------------------------------- | ---------- |
| 7     | Belarus     | Dsjanis Mihal, Stanislau Schtscharbatschenja | 6:34,39    |
| 8     | Belgien     | Bart Poelvoorde, Christophe Raes             | 6:35,55    |
| 9     | Deutschland | Clemens Wenzel, Karsten Brodowski            | 6:37,97    |
| 10    | Bulgarien   | Martin Yanakiev, Iwo Janakiew                | 6:45,91    |
| 11    | Russland    | Alexander Kornilow, Alexei Swirin            | 6:49,84    |
| 12    | Kroatien    | Ante Kušurin, Mario Vekić                    | DNS        |

### A-Finale
16. August 2008, 17:10 Uhr MESZ

Anmerkung: zur Ermittlung der Plätze 1 bis 6
| Platz | Nation         | Athleten                            | Zeit (min) |
| ----- | -------------- | ----------------------------------- | ---------- |
| 1     | Australien     | David Crawshay, Scott Brennan       | 6:27,77    |
| 2     | Estland        | Tõnu Endrekson, Jüri Jaanson        | 6:29,05    |
| 3     | Großbritannien | Matthew Wells, Stephen Rowbotham    | 6:29,10    |
| 4     | Neuseeland     | Rob Waddell, Nathan Cohen           | 6:30,79    |
| 5     | Frankreich     | Jean-Baptiste Macquet, Adrien Hardy | 6:33,36    |
| 6     | Slowenien      | Luka Špik, Iztok Čop                | 6:33,96    |